# Julio Antonio Mella
Julio Antonio Mella, född 25 mars 1903 i Havanna, Kuba, död 10 januari 1929 i Mexiko, kubansk studentledare och en av det kubanska kommunistpartiets grundare. Han studerade juridik på Havannas universitet, tills han 1925 blev relegerad. Han flydde sedan via Honduras och Guatemala till Mexiko, där han blev mördad, enligt uppgift av agenter för den kubanska säkerhetstjänsten på president Gerardo Machados order.